# City Farm Schönbrunn
City Farm Schönbrunn war ein Erlebnisgarten und der erste „Children’s Garden“ in Wien. Er wurde vom gemeinnütziger Verein City Farm gegründet, der das Ziel verfolgt  Urban Gardening, Gartenpädagogik und ökologische Bildung zu fördern. Für die Gründung der City Farm Schönbrunn diente „The Children‘s Garden“ im Brooklyn Botanic Garden in New York als Vorbild. Die City Farm Schönbrunn war ein zertifizierter Schule am Bauernhof Betrieb. Im Jahr 2018 übersiedelte die City Farm ihren städtischen Erlebnisgarten in den Augarten und tritt seitdem als City Farm Augarten auf.

## Geschichte
Im Jahr 2011 gründeten Lisa Reck Burneo und Wolfgang Palme die City Farm Schönbrunn auf dem Gelände der historischen Kammermeierei Schönbrunn, in unmittelbarer Nähe zum Tiergarten Schönbrunn, Gloriette und den Österreichischen Bundesgärten. Die Grundsteinlegung erfolgte im Zuge des Projektes Junior City Farmer in Kooperation mit dem Bundesministerium für Land- und Forstwirtschaft, Umwelt und Wasserwirtschaft, der Tageszeitung Kurier und dem Lehr- und Forschungszentrum für Gartenbau Schönbrunn.
Für Herbst 2018 wurde der City Farm der Standort Schönbrunn gekündigt. Die City Farm konnte jedoch auf ein mehr als 4.000 m² großes Areal im Wiener Augarten übersiedeln und dort noch mehr Menschen erreichen. Da es von öffentlichen Stellen keine finanzielle Unterstützung gab, wurde im Oktober 2017 eine Spendenaktion gestartet.

## Angebot
Für Kinder, Jugendliche und Erwachsene wurde ein breites Spektrum an Gartenbildungsprogrammen angeboten. Auf rund 4000 Quadratmetern befand sich ein Weidenzimmer sowie Schüler- und Themenbeete umgeben von Obstbaumwiesen und Märchenwald mit einem Mammutbaum. Kindergartengruppen und Schulklassen besuchten ganzjährig Gartenworkshops zu unterschiedlichen Themen. Daneben bestand für Schulklassen die Möglichkeit, unter fachlicher Anleitung eigene Beete anzulegen und diese regelmäßig zu betreuen, zu bepflanzen und zu beernten. Rund 3200 Kinder besuchten im Jahr 2013 die City Farm Schönbrunn.

## Auszeichnungen
- 2017 EUROPEAN AWARD FOR ECOLOGICAL GARDENING – Nominierung in der Kategorie “Gärten für Besucherinnen und Besucher”
- 2017 SMART CITY AWARD – Das Projekt “Coffee to grow” wurde mit dem Smart City Award des Klima- und Energiefonds ausgezeichnet[12]
- 2014 Auszeichnung von Projekt „Junior City Farming Schönbrunn“ als UN-Dekadenprojekt durch die Österreichische UNESCO-Kommission
- 2014 Nominierung für Erfolgs-ELLA[13]
- 2013 Mit Projekt „Vielfaltsgarten – 20 Kinder, 20 Länder, 20 Pflanzen“ ausgewähltes Vielfalter-Projekt 2014[14]
- 2013 Siegerprojekt der Ö1 Sendereihe Innovation.Leben[15]
- 2012 SozialMarie[16]
- 2011 Gesundheitspreis der Stadt Wien[17]